# Бзіюк
Бзіюк — невелика пересихаюча річка у Краснодарському краї, відома більше тим, що 1796 року на її берегах відбулася знаменита Бзіюкська битва.
Витоки річки знаходяться поблизу північних околиць станиці Новодмитріївська, що на півдні від Краснодару. Висота витоків над рівнем моря — не більше 55 метрів. Довжина русла річки — близько 20 кілометрів.
Пониззя річки Бзіюк на даний час затоплене невеликим Шапсузьким водосховищем.
Походження назви річки достеменно не відоме. Етнографи припускають, що топонім складений із двох адигських слів: «бзій» — стебло, та «къо»- «балка», тобто «Стеблиста балка». Ймовірно, оскільки річка влітку пересихала, дно балки, уздовж якої вона протікала в повноводдя, заростало очеретом чи іншими вологолюбними рослинами, що й дало таку назву.